# 파라과이 국립도서관
파라과이 국립도서관(스페인어: Biblioteca Nacional del Paraguay)은 파라과이의 국립도서관이다. 파라과이에서 발행된 인쇄물, 파라과이와 관련된 문서, 해외 거주 파라과이인이 제작한 문서를 수집, 처리, 보존 등의 관리를 맡고 있다. 아순시온의 데 라 레시덴타에 있으며 1887년에 개관했다.